# Nahoko Uehashi
Nahoko Uehashi (上橋 菜穂子, Uehashi Nahoko), née le 15 juillet 1962 à Tokyo, est une femme de lettres japonaise, auteure de littérature d'enfance et de jeunesse.
Elle enseigne l'ethnologie dans une université privée de Tokyo.
Son roman Seirei no moribito (精霊の守り人) est adapté en manga dans le Monthly Shōnen Sirius en 2007-2008.
Elle a reçu en 2014 le prix Hans-Christian-Andersen.

## Œuvres traduites

### SérieLa Charmeuse de bêtes
1. Le Livre des Tôda, Milan Jeunesse, 2009 ((ja) Kemono no sōja i Tōda hen, 2006), trad. Yukari Maeda et Patrick Honnoré, 365 p.  (ISBN 978-2-7459-3338-6)
2. Le Livre des Ōjū, Milan Jeunesse, 2009 ((ja) Kemono no sōja II Ōjū, 2006), trad. Yukari Maeda et Patrick Honnoré, 434 p.  (ISBN 978-2-7459-3339-3)

### Romans indépendants
- Le Gardien de l'esprit sacré, Milan Jeunesse, 2011 ((ja) Seirei no moribito, 1996), trad. Yoshimi Minemori et Patrick Honnoré, 286 p.  (ISBN 978-2-7459-4183-1)

## Récompenses
- Prix Noma en 2004 pour Kitsune fue no kanata (狐笛のかなた?).
- Prix Hans-Christian-Andersen en 2014.